# ویلیام بیمن
ویلیام اورمن بیمن (انگلیسی: William Orman Beeman؛ زادهٔ ۱ آوریل ۱۹۴۷) نویسنده، بازیگر، خواننده، پژوهش‌گر خاورمیانه و استاد انسان‌شناسی در دانشگاه مینه‌سوتا است. او کتابهای زیادی در مورد فرهنگ ایران نوشته است و به نقش زبان در فرهنگ ایران پرداخته است. در آثار خود مفاهیمی چون تعارف و زرنگی را در فرهنگ ایرانی شرح میدهد.

## زندگی
بیمن از سال ۱۹۷۶ تا ۱۹۷۹ با مرکز هنرهای نمایشی سنتی در تهران و در دانشگاه رضاشاه کبیر (که اکنون به نام دانشگاه مازندران شناخته می‌شود) در مؤسسه علوم اجتماعی و فرهنگی همکاری داشت.
مطالعه بیمن ، زبان، جایگاه و قدرت  در ایران (1986) به اثری کلاسیک در مورد استفاده از زبان برای نشان دادن سلسله مراتب اجتماعی و ادب تبدیل شده است.
کتاب بیمن، «شیطان بزرگ» در برابر «آخوندهای دیوانه»: چگونه ایالات متحده و ایران یکدیگر را شیطانی می‌کنند (۲۰۰۸)، به لفاظی‌ها و گفتمان‌های بسیار منفی بین ایران و ایالات متحده در طول سه دهه از زمان ایران می‌پردازد. انقلاب و تأثیرات آن بر نگرش ملی نسبت به سیاست دولت بوش در قبال ایران و نیز احتمال درگیری نظامی بین دو ملت. انتشارات او «سنت‌های اجرای ایرانی» است که به سنت‌های اجرایی بومی ایران می‌پردازد. یکی از جنبه‌های مهم کار بیمن در زمینه مطالعات اجرائی، به ویژه مطالعه سنت‌های نمایشی غیرغربی بوده‌است. در ایران، این شامل نمایش شور آیینی ایرانی، تعزیه و سنت تئاتر بداهه طنز، رو حوضی است.
او همچنین اجرای سنتی را در ژاپن، چین و آسیای جنوبی مطالعه کرده‌است. علاقه او به دنیای هنر همچنین در مشارکت او در جلد کتاب شیء، تصویر و تحقیق: مورخ هنر در کار نشان داده شده‌است.
بیمن از طرفداران مارگارت مید است و هفت جلد از مقالات او پس از جنگ جهانی دوم را ویرایش کرده و مقدمه‌های علمی برای چندین مورد از آنها نوشته‌است، از جمله مطالعه فرهنگ از راه دور، و مطالعه جامعه غربی معاصر: روش و تئوری.
او همچنین یک خواننده حرفه ای اپرا است، از سال ۱۹۹۶ تا ۱۹۹۹ او باس اپرا در اروپا خواند.

## آثار
- زبان، منزلت و قدرت در ایران، ویلیام بی‌من، ترجمه رضا مقدم‌کیا، تهران: نشر نی

- Language, Status and Power in Iran
- The Third Line: The Opera Performer as Interpreter
- The “Great Satan” vs. the “Mad Mullahs”: How the United States and Iran Demonize Each Other
- Iranian Performance Traditions